# يوسف شانج
يوسف شانج (1315ـ 1410هـ/1897ـ 1990م) هو داعية إسلامي صيني أطلق عليه الصينيون "المسلم الحق"، ولد في عام 1897 لأسرة فقيرة في محافظة بكين، درس اللغة العربية مدة ست سنوات في المسجد، وعمل في تلميع الأحجار الكريمة وصقلها ودأب في مهنته حتى أصبح من تجار الأحجار الكريمة عام 1919. توفي يوسف شانج في عام 1990.